# Phyllomys brasiliensis
Phyllomys brasiliensis é uma espécie de roedor da família Echimyidae.
É endêmica do Brasil, onde é conhecida dos estados do Rio de Janeiro e Minas Gerais.